# Massimo Giletti
Massimo Giletti (Torino, 18 marzo 1962) è un giornalista, conduttore televisivo, conduttore radiofonico e autore televisivo italiano.
Ha esordito come giornalista nel 1988 nella redazione di Mixer e come conduttore televisivo negli anni novanta presentando i contenitori di Rai 2 Mattina in famiglia, Mezzogiorno in famiglia e I fatti vostri. Dal 2002 diviene uno dei volti più popolari di Rai 1, con la conduzione del varietà Casa Rai 1. Dal 2004 al 2017 ha condotto il contenitore domenicale L'Arena.  Nel 2017, in seguito alla soppressione de L'Arena, lascia la Rai e passa a LA7, dove conduce fino al 2 aprile 2023 il talk show Non è l'Arena. Dal 2020 è anche conduttore radiofonico su RTL 102.5. 
Nel 2023, a seguito dell'improvvisa cancellazione de Non è l'Arena, lascia LA7 per far poi ritorno in Rai dal 2024.

## Biografia
Nato nel 1962 a Torino da una famiglia di industriali, proprietari di un'azienda tessile, la Giletti SpA, con sede a Ponzone di Trivero (Biella), Massimo è diventato presidente dell'azienda di famiglia nel 2020 a seguito della morte del padre Emilio, ex pilota automobilistico. Nel capoluogo piemontese frequenta il Liceo classico Massimo d'Azeglio e si laurea in giurisprudenza con la votazione di 110 e lode. Dopo un breve periodo a Londra e nell'azienda di famiglia sceglie la strada del giornalismo, iniziando nel 1988 una collaborazione con Giovanni Minoli nella redazione del programma televisivo Mixer, dove rimane per circa sei anni.

### Anni 1990
Trasferitosi definitivamente a Roma, dal 1994 inizia la sua attività di conduttore, presentando per due anni il programma Mattina in famiglia su Rai 2. In questi due anni conduce anche Mezzogiorno in famiglia insieme a Paola Perego. Dal 16 settembre 1996 conduce I fatti vostri, un altro programma di successo di Rai 2.
Affiancato da settembre 1997 da Stefania Orlando e Paolo Mengoli, conduce il programma fino alla stagione 2000/2001, per poi farvi brevemente ritorno dall'aprile al giugno 2002. Dal 1996 al 2000 è uno dei volti principali della maratona benefica Telethon su Rai 1.
Tra il 1998 e il 1999 conduce Il lotto alle otto.

### Anni 2000
L'11 dicembre 2000 dall'Auditorium del Foro Italico di Roma conduce con Ela Weber la cerimonia di premiazione del FIFA World Player 2000, durante la quale premia Maradona e Pelé come "Migliori calciatori del secolo". Nel 2002, dopo otto anni passati principalmente su Rai 2, si trasferisce definitivamente su Rai 1, dove diviene uno dei principali conduttori per circa quindici anni. Il 10 luglio 2002 presenta lo show La grande occasione insieme a Valeria Mazza. Dallo stesso anno conduce l'evento benefico Una voce per Padre Pio, del quale è conduttore fino al 2015. Dal 16 settembre 2002 al 28 maggio 2004 conduce il programma pomeridiano di Rai 1 Casa Raiuno per due stagioni, mentre nell'estate 2003 presenta un'edizione del varietà di prima serata Beato tra le donne.
Nella stagione 2004/2005 conduce lo storico contenitore domenicale di Rai 1 Domenica in insieme a Mara Venier e Paolo Limiti. Dal settembre 2005, anno in cui la trasmissione è stata suddivisa in diverse fasce, è al timone del segmento L'Arena, talk show ideato con la collaborazione di Cesare Lanza e che condurrà ininterrottamente fino al 2017. Nella primavera 2007 conduce Sanremo dalla A alla Z, di cui sarà alla guida anche l'anno successivo. Il successivo 25 giugno presenta Miss Italia nel mondo insieme a Eleonora Daniele. 
Il 21 luglio 2008 ricopre il ruolo di giurato nella puntata pilota di Ciak... si canta!, condotto da Eleonora Daniele e Nino Frassica prima, e da Pupo e Emanuele Filiberto di Savoia in seguito, del quale sarà giurato fino al 2010 assieme a Lamberto Sposini, Michele Cucuzza e Fabrizio Frizzi.
Nelle estati del 2009 e del 2010 conduce le serate di Mare latino in seconda serata su Rai 1.

### Anni 2010
Nel giugno 2010 conduce di nuovo Miss Italia nel mondo, stavolta assieme a Cristina Chiabotto.
Il 25 dicembre 2010 e il 24 dicembre 2011 conduce da Assisi la serata Buon Natale con Frate Indovino su Rai 1. Conduce successivamente Le note degli angeli e il Concerto della Banda Musicale della Guardia di Finanza.
Il 14 aprile 2012 conduce la serata Avevo un cuore che ti amava tanto, in memoria di Mino Reitano con ospiti Gianni Morandi e Massimo Ranieri. In estate presenta nuovamente Una voce per Padre Pio e il suo spin-off Una voce per Padre Pio nel mondo. Sempre in estate conduce in seconda serata su Rai 1 I nostri Angeli e il documentario Tashakkor – Grazie Ragazzi. Nell'autunno 2012 conduce in prima serata lo show I grandi della musica, programma di quattro puntate da lui ideato, con la partecipazione di ospiti del mondo della musica e dello spettacolo.
Al termine della stagione 2012/2013 L'Arena viene premiata con il Premio TV - Premio regia televisiva. Dalla stagione 2013/2014 il programma si stacca da Domenica in, divenendo programma a sé e concentrandosi meno su temi d'intrattenimento e maggiormente su fatti di cronaca e politica. Nel dicembre 2014 torna, dopo 14 anni, a guidare la maratona benefica Telethon insieme a Fabrizio Frizzi, Cristina Parodi, Paolo Belli e Flavio Insinna.
Il 6 e il 13 luglio 2015 in seconda serata presenta su Rai 1 il programma televisivo I duellanti. L'11 dicembre è il presentatore in prima serata su Rai 1 del galà Andrea Bocelli - Il mio cinema con la partecipazione di Sophia Loren. Dal 5 giugno 2016 conduce su Rai 1 Una domenica da leoni, spin-off de L'Arena, in onda nella fascia pomeridiana.
Nell'autunno del 2016 conduce due spettacoli musicali in prima serata: il 10 settembre Zucchero-Partigiano Reggiano e il 24 settembre e il 1º ottobre Viva Mogol!, tornando per l'ultima volta al timone de L'Arena.

### Gli anni a LA7 e il ritorno in Rai
Il 2 agosto 2017, dopo quasi trent'anni trascorsi in RAI, viene annunciato il suo passaggio a LA7, su cui conduce Non è l'Arena, nuovo talk show in onda dal 12 novembre ogni domenica sera, naturale erede de L'Arena nel nome e nei contenuti. Ha condotto diversi speciali del programma, tra cui Corleone il potere e il sangue e Fantasmi di mafia, dedicati a Cosa nostra. Nella quinta edizione Non è l'Arena si sposta al mercoledì sera, scambiando la collocazione nel palinsesto con Atlantide di Andrea Purgatori, per poi tornare dopo pochi mesi all'abituale collocazione domenicale, fino al 2 aprile 2023.
Nel giugno 2021 ha condotto su LA7 il reportage Abbattiamoli, dedicato interamente alle stragi di Cosa nostra. Dall'ottobre 2021 inizia anche una collaborazione con l'emittente siciliana Video Mediterraneo, dove conduce la rubrica settimanale Il punto di Massimo Giletti, dedicata a temi di cronaca, politica o attualità.
Dopo la chiusura di Non è l'Arena, avvenuta il 13 aprile 2023, il 22 settembre viene comunicato il suo ritorno in Rai dall'anno seguente, dopo quasi sette anni. Giletti, durante la terza serata del Festival di Sanremo 2024, annuncia che condurrà La TV fa 70 il 28 febbraio 2024 in occasione dei 70 anni della nascita della Rai. Il 25 giugno viene trasmesso su Rai 3 Ustica: una breccia nel muro, uno speciale realizzato da Giletti sulla strage avvenuta nel 1980. Dal 30 settembre 2024 conduce in prima serata su Rai 3 il nuovo programma investigativo Lo stato delle cose.

### Attività radiofonica
Dal 25 settembre 2020 conduce il programma radiofonico Giletti 102.5, in onda su RTL 102.5 ogni venerdì mattina alle 8:00 in sostituzione di Non Stop News - Raccontami, storico contenitore mattutino condotto per tredici anni da Bruno e Federico Vespa.
il 31 agosto 2021 è tra i conduttori, dall'Arena di Verona, della quinta edizione dell'RTL 102.5 Power Hits Estate.

### Cinema
Occasionalmente è comparso in alcuni camei cinematografici. Tra questi in Tolo Tolo di Checco Zalone veste i panni di sé stesso negli studi di Non è l'Arena. Nella stessa sequenza appare anche Enrico Mentana, direttore del TG LA7.

### Libri
Ha presentato diversi eventi librari, tra cui il Premio Letterario Nazionale città di Rimini ScriviRimini nel 2013.
Nel 2019 ha pubblicato il suo primo libro Le dannate, dove racconta la vicenda delle sorelle Napoli, una delle principali inchieste condotte a Non è l'Arena.

## Vita privata
È noto per essere da sempre molto riservato sulla sua vita privata.
È un grande appassionato di calcio; tifoso della Juventus, squadra della sua città natale, e ha preso parte a diverse edizioni de La partita del cuore. 
Nel corso degli anni novanta ha avuto una relazione con Antonella Clerici, che terminò quando lei desiderava avere un figlio mentre Giletti non era dello stesso avviso. Nonostante questo, dopo la fine della relazione, Giletti e la Clerici sono rimasti in ottimi rapporti.
Successivamente, è stato legato sentimentalmente alla deputata del Partito Democratico Alessandra Moretti e alla modella Angela Tuccia (2011-2013, 2017).
A fine luglio 2020, dopo aver condotto per mesi un'inchiesta sulle scarcerazioni di molti mafiosi durante la pandemia di COVID-19, viene messo sotto scorta in seguito alle minacce ricevute dal boss Filippo Graviano. Il giornalista, ignaro delle intercettazioni dal carcere, ne è venuto a conoscenza attraverso una rivelazione presente nel libro U siccu, scritto dal collega Lirio Abbate.

## Controversie
- Nel 1998 viene sospeso per dodici mesi dall'Ordine dei giornalisti per violazione delle norme sul divieto di commistione tra informazione giornalistica e pubblicità. Dopo due nuove sospensioni nel 2005 e nel 2006, nel 2008 si dimette dall'Ordine dei giornalisti a seguito del quarto procedimento disciplinare per commistione tra attività giornalistica e pubblicità[36].
- In una puntata de L'Arena, andata in onda il 4 agosto 2008, Massimo Giletti parlò del caso di Luca Delfino, un uomo che all'epoca era stato indagato per aver ucciso due delle sue ex fidanzate. Il pm Enrico Zucca era stato coinvolto in una polemica in quanto, a differenza di quanto raccomandato dalla polizia, non aveva arrestato Luca Delfino per il delitto di Luciana Biggi, mentre per l'omicidio di Antonella Multari, Luca Delfino è stato assolto in primo grado. Per aver diffamato Enrico Zucca, Massimo Giletti è stato condannato a pagare una multa di 344 euro nel maggio 2013.[37]
- Nel febbraio 2014 è stato riaccolto dall'Ordine dei giornalisti del Piemonte con delibera e conseguente riconsegna della tessera di giornalista.
- Nel febbraio 2015, durante una puntata de L'Arena ha una lite con Mario Capanna e, poco prima di mandare la pubblicità, getta a terra il libro datogli dallo stesso. Dopo la pubblicità, Capanna invita Giletti a raccogliere il libro dicendo che deve vergognarsi di aver fatto una cosa simile.[38] In seguito a questo episodio, Giletti viene multato dalla Rai per 25 000 euro nel maggio 2015.[39]
- Nell'estate del 2023, dopo la chiusura improvvisa di Non è l'Arena, viene indagato insieme a Sandra Amurri per diffamazione dalla procura di Terni dopo una denuncia presentata dal boss Giuseppe Graviano.[40]

## Parodie
Una sua celebre parodia è stata offerta in diversi programmi televisivi dal comico Ubaldo Pantani, tra cui Quelli che il calcio, il Festival di Sanremo 2017 e Affari tuoi - Viva gli sposi!

## Programmi televisivi
- Mixer (Rai 2, 1988-1994) autore inviato
  -  Speciale Mixer - Cercando Buddha (Rai 2, 1993)
- Mattina in famiglia (Rai 2, 1994-1996)
- Mezzogiorno in famiglia (Rai 2, 1994-1996)
- EurHope (Rai 1, 1995)
- Scommettiamo che...? (Rai 1, 6 gennaio 1996) inviato dai Monopoli di Stato
- I fatti vostri (Rai 2, 1996-2001, 2002)
  -  I fatti vostri - Speciale Padre Pio (Rai 2, 1999)
- Telethon (Rai 1, 1996-2000, 2014)
- Il lotto alle otto (Rai 2, 1998-1999)
- La grande occasione (Rai 1, 2000)
- Serata premiazione calcio FIFA World Player 2000 (Rai 1, 2000)
- Palermo - La notte della moda (Canale 5, 2000)
- La festa della mamma (Rai 1, 2002)
- La Kore nella valle del mito: Oscar della moda (Rai 1, 2002)
- Casa Raiuno (Rai 1, 2002-2004)
- Una voce per Padre Pio (Rai 1, 2002-2015)
- Beato tra le donne (Rai 1, 2003)
- Juventus - Una squadra per amico (Rai 1, 2003)
- La notte delle sirene (Rai 1, 2003)
- Voci in una notte di mezza estate (Rai 1, 2003)
- La notte dei Campioni (Rai 2, 2004)
- Premio Cimitile (Rai 2, 2004-2008)
- Serata Divina Giulia (Rai 1, 2004-2005)
- Premio Caserta (Rai 2, 2004)
- Domenica in (Rai 1, 2004-2013)
  - Domenica in - Speciale Sanremo (Rai 1, 2005) 
  -  Domenica in... L'Arena (Rai 1, 2005-2013) 
  - Domenica in... L'Arena - Speciale Sanremo (Rai 1, 2006-2013)
- Premio Massimo Troisi (Rai 1, 2005, 2007)
- Premio Charlot (Rai 1, 2005)
- Festival di Castrocaro (Rai 1, 2005-2007)
- Guarda che luna (Rai 1, 2005)
- Ice World Gala (Rai 1, 2005)
- Zecchino d'Oro (Rai 1, 2005, 2007)
- Miss Italia nel mondo (Rai 1, 2007, 2010)
- Sanremo dalla A alla Z (Rai 1, 2007-2008)
- Ciak... si canta! (Rai 1, 2008-2010) giudice
- Mare latino (Rai 1, 2009-2010)
- Buon Natale con Frate Indovino (Rai 1, 2010-2011)
- Le note degli angeli (Rai 1, 2011-2013)
- Concerto della Banda Musicale della Guardia di Finanza (Rai 1, 2011-2012)
- Avevo un cuore che ti amava tanto (Rai 1, 2012)
- I Nostri Angeli - Premio Luchetta (Rai 1, 2012)
- Tashakkor - Grazie ragazzi (Rai 1, 2012)
- I grandi della musica (Rai 1, 2012)
- L'Arena (Rai 1, 2013-2017)
  -  L'Arena - Speciale Sanremo (Rai 1, 2014-2017) 
  -  I duellanti (Rai 1, 2015) 
  - Una domenica da leoni (Rai 1, 2016)
- Techetechete' (Rai 1, 2015) Puntata 48
- Andrea Bocelli - Il mio cinema (Rai 1, 2015)
- Zucchero - Partigiano Reggiano (Rai 1, 2016)
- Viva Mogol (Rai 1, 2016)
- Non è l'Arena (LA7, 2017-2023)
  -  Abbattiamoli (LA7, 2021)
- Il supplente (Nove, 2019) Puntata 6
- Power Hits Estate (RTL 102.5 TV, Sky Uno, TV8, 2021)
- Il punto di Massimo Giletti (Video Mediterraneo, 2021-2023)
- La TV fa 70 (Rai 1, 2024)
- Speciale Ustica. Una breccia nel muro (Rai 3, 2024)
- Lo stato delle cose (Rai 3, dal 2024)

## Radio
- Giletti 102.5 (RTL 102.5, dal 2020)
- Power Hits Estate (RTL 102.5, Radio Zeta, 2021)

## Filmografia

Massimo Giletti nel film Body Guards - Guardie del corpo (2000)

- Fantozzi 2000 - La clonazione, regia di Domenico Saverni (1999)
- Bodyguards - Guardie del corpo, regia di Neri Parenti (2000)
- I mostri oggi, regia di Enrico Oldoini (2009)
- Tolo Tolo, regia di Checco Zalone (2020)
- Notturno, regia di Carolina Boco (2020) – documentario

## Opere
- Le dannate, Segrate, Arnoldo Mondadori Editore, 2019, ISBN 978-88-520-9499-6.
- Traditi: Le mie verità sui misteri di Palermo e sulla Magistratura con Antonio Ingroia, Piemme, 2025, ISBN 978-88-585-3565-3.

## Spot pubblicitari
- Beghelli (1995-2001)